# Aloe steffaniana
Aloe steffaniana là một loài thực vật có hoa trong họ Măng tây. Loài này được Rauh mô tả khoa học đầu tiên năm 2000.